# Esmeralda (1883)
Esmeralda – krążownik pancernopokładowy z przełomu XIX i XX wieku, określany jako pierwszy w historii nowoczesny okręt swojej klasy. Wybudowany w Wielkiej Brytanii dla marynarki wojennej Chile, służył pierwszym właścicielom przez dziesięć lat i odegrał ważną rolę podczas wojny domowej 1891 roku. Zakupiony przez Japonię w 1894 roku, celem wzmocnienia własnej floty w obliczu wojny z Chinami, otrzymał nazwę Izumi (jap. 和泉). W Cesarskiej Marynarce Wojennej służył do złomowania w 1912 roku, biorąc udział w tłumieniu powstania bokserów oraz w wojnie rosyjsko-japońskiej.

## Projektowanie i budowa
Projekt krążownika pancernopokładowego na zamówienie marynarki chilijskiej został opracowany przez głównego konstruktora okrętowego koncernu W.G. Armstrong & Co., George'a Rendela, zaś po jego odejściu do pracy w Admiralicji budowę nadzorował jego następca, William Henry White. Stępkę pod budowę o numerze stoczniowym 429 położono w należącym do koncernu doku Low Walker 5 kwietnia 1881 roku, wodowanie odbyło się 6 czerwca 1883 roku. Prace stoczniowe zakończono 15 lipca 1884 roku i krążownik, po odbyciu prób zdawczo-odbiorczych, został przekazany flocie chilijskiej.
Osiągając na próbach na mili pomiarowej prędkość maksymalną 18,29 węzła, „Esmeralda” okazała się jednym z najszybszych ówcześnie okrętów tej wielkości na świecie, wzbudzając sporą sensację wśród fachowców i publiczności. Między innymi ten fakt stał się 22 sierpnia 1884 roku przyczyną oficjalnej wizyty na jej pokładzie Księcia Walii z małżonką. Poza dużą na ówczesne standardy prędkością, projekt Rendela odróżniał się od wcześniejszych konstrukcji znacznie wyższą wolną burtą i o wiele lepszymi (choć wciąż dalekimi od ideału) własnościami żeglugowymi, dużym zasięgiem oraz silnym uzbrojeniem drugiego kalibru. Stał się on prekursorem budowanych wkrótce dla wielu flot świata (w tym, mimo początkowej niechęci Admiralicji, dla Royal Navy) relatywnie szybkich i silnie uzbrojonych krążowników pancernopokładowych, tzw. krążowników elswickich i jest określany pierwszym nowoczesnym okrętem swojej klasy.

## Opis konstrukcji
Okręt miał gładkopokładowy, całkowicie pozbawiony ożaglowania kadłub, z burtami podwyższonymi przez nadburcia na śródokręciu. Wysokość wolnej burty wynosiła ok. 3,3 m. Stewa dziobowa była odpowiednio wzmocniona, tworząc taran. Przy długości całkowitej 82,2 m oraz szerokości 12,8 m, „Esmeralda” miała wyporność normalną 2950 ts i średnie zanurzenie 5,6 m. Napęd stanowiły dwie poziome sprzężone maszyny parowe produkcji zakładów R&W Hawthorn, zasilane w parę przez cztery dwupaleniskowe kotły typu lokomotywowego. Na próbach siłownia osiągnęła moc łączną 6083 ihp, co dało prędkość maksymalną 18,29 węzła. Zapas węgla do kotłów wynosił normalnie 400, maksymalnie 600 ton, zasięg nominalny obliczono na 6000 mil morskich przy prędkości ekonomicznej 10 węzłów, faktycznie był mniejszy i wynosił przy tej prędkości 2200 mil morskich.
Główne uzbrojenie stanowiły dwa odtylcowe działa 10-calowe (254 mm) BL L/30, na pojedynczych obrotowych podstawach w barbetach na dziobie i rufie. Uzupełniało je sześć szybkostrzelnych dział 6-calowych (152 mm) BL L/26, osłoniętych półwieżami, rozstawionych równomiernie po trzy na burtach na śródokręciu. Do obrony przed mniejszymi jednostkami krążownik dysponował dwoma 6-funtowymi (kal. 57 mm) działami szybkostrzelnymi (QF), pięcioma działkami rewolwerowymi Hotchkissa kal. 37 mm (2-funtowe) oraz, w późniejszym okresie, czterema karabinami maszynowymi. Okręt miał ponadto trzy stałe wyrzutnie torpedowe kalibru 381 mm (15 cali): jedną na dziobie i po jednej na każdej z burt. Projekt przewidywał pojedynczą wyrzutnię torpedową na rufie, ale nie została ona zabudowana.
Podstawową ochronę przed uderzającymi pociskami stanowił pokład pancerny, novum w konstrukcjach okrętów tej wielkości, który rozciągał się od dziobu do rufy i w przekroju poprzecznym był łukowato wygięty. W części centralnej był usytuowany jedną stopę (około 30 cm) poniżej linii wodnej, schodząc przy burtach na głębokość pięciu stóp (około 1,5 m). W rejonie najważniejszych mechanizmów i magazynów amunicyjnych miał grubość 1 cala (25,4 mm), w częściach skrajnych był o połowę cieńszy. Węgiel, bunkrowany w przestrzeniach przyburtowych oraz na międzypokładziu, oraz przyburtowe koferdamy wypełnione korkiem miały dawać dodatkową ochronę przed pociskami penetrującymi pancerz. Stanowiska dział 10-calowych miały cylindryczne osłony pancerne grubości maksymalnej 51 mm (2 cale). Również wieża dowodzenia, umieszczona na śródokręciu między oboma kominami, miała pancerz 51 mm. Część podwodna nie była chroniona podwójnym dnem.

## Służba w marynarce chilijskiej

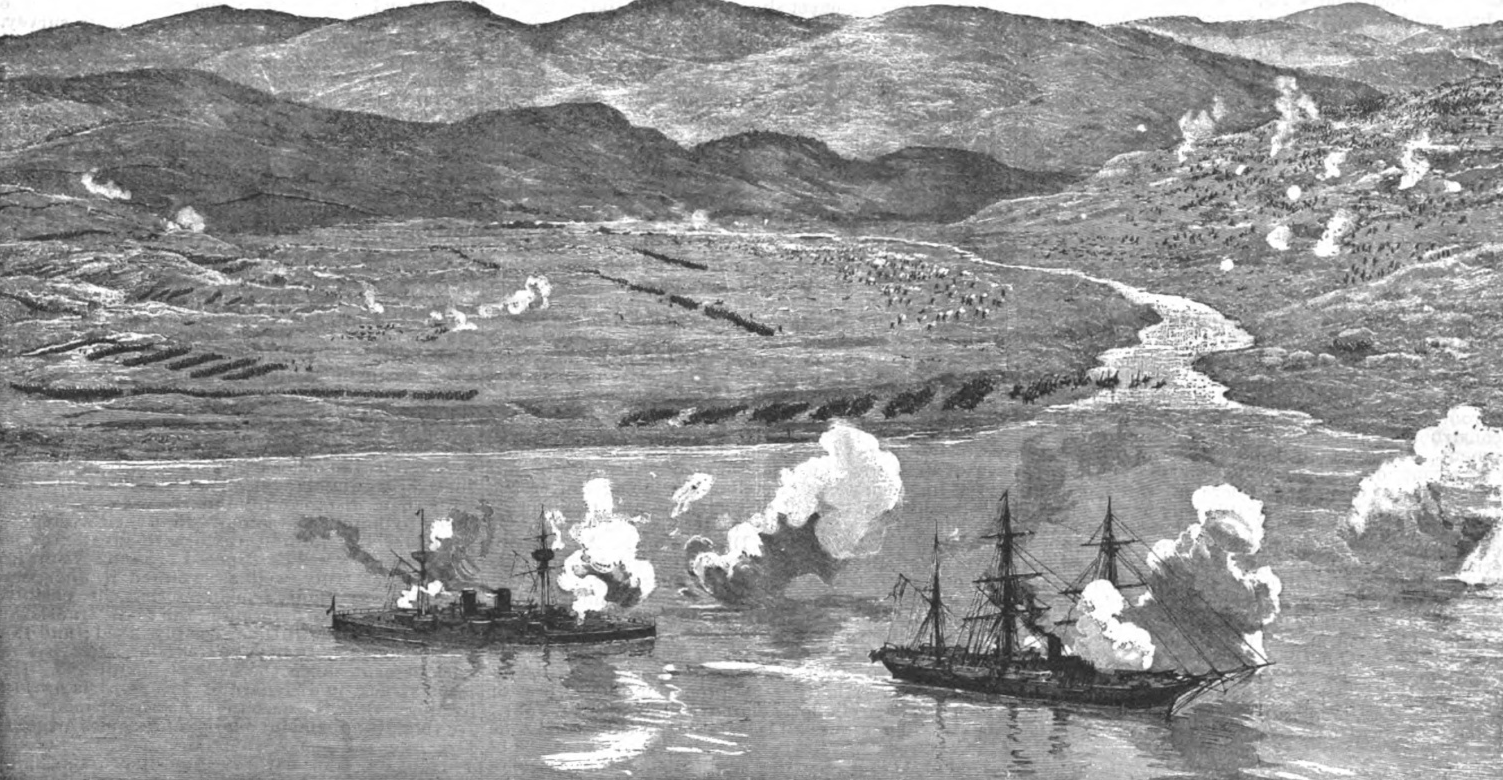
„Esmeralda” (z lewej) i „Magallanes” ostrzeliwują pozycje wojsk prezydenta Balmacedy pod Concón

„Esmeralda” dotarła do Chile 16 października 1884 roku, będąc w tym momencie najnowocześniejszym i największym okrętem w regionie. W następnym roku została wysłana do Panamy, by dopilnować chilijskich interesów w obliczu rozruchów w rejonie Przesmyku Panamskiego, a następnie zawinęła do ekwadorskiego Guayaquilu, gdzie reprezentowała lokalną potęgę chilijskiej marynarki wojennej. W 1891 roku „Esmeralda” wzięła udział w działaniach podczas wojny domowej w Chile, przyczyniając się do zwycięstwa sił wiernych Kongresowi. W lutym jej artyleria bombardowała Iquique, zaś w sierpniu, w decydującej bitwie, Concón, gdzie ogień ciężkich dział doprowadził do załamania się wojsk prezydenta Balmacedy. Po zakończeniu działań okręt został przesunięty do rezerwy i obsadzony jedynie szkieletową załogą.
W marcu 1894 roku rząd chilijski wystosował do koncernu Armstronga zapytanie o możliwość dokonania modernizacji krążownika. W jej ramach wymienione miały zostać maszyny i kotły parowe, unowocześnione uzbrojenie oraz wykonany szereg drobniejszych przeróbek. Jednak zamierzenia te nie zostały zrealizowane, ponieważ w listopadzie tegoż roku, w związku z wojną z Chinami, rząd japoński zdecydował się rozpocząć starania o zakup okrętu. Jako że Chile oficjalnie ogłosiło swą neutralność w konflikcie, transakcję zrealizowano za pośrednictwem Ekwadoru, zaś dokonano jej na wyspach Galapagos. Zaangażowanie w sprawę rządu ekwadorskiego i ówczesnego konserwatywnego prezydenta tego kraju Luisa Cordero stały się powodem protestów liberalnej opozycji i doprowadziły do rewolucji i zmiany rządu w Ekwadorze w roku następnym.

## Pod banderą Japonii
Okręt został wcielony w skład marynarki cesarskiej 5 lutego 1895 roku. Nowi właściciele nadali krążownikowi nazwę „Izumi” (spotykana jest też latynizacja „Idzumi”), od dawnej japońskiej prefektury, współcześnie w prefekturze Osaka. Podczas wojny chińsko-japońskiej okręt nie zdążył już wziąć czynnego udziału w działaniach wojennych, patrolując jedynie wody w rejonie Półwyspu Koreańskiego. Okręt projektowany do spokojniejszych wód wokół Ameryki Południowej, okazał się nie do końca odpowiedni dla służby na wodach japońskich. Sklasyfikowany jako krążownik III klasy, został przez Japończyków zmodernizowany, przede wszystkim wymieniono artylerię na nowocześniejszą i bardziej szybkostrzelną, mimo mniejszego kalibru. W 1899 roku wymieniono burtowe działa 152 mm na działa kal. 120 mm, które były także lżejsze, co poprawiło stateczność. W 1901 roku ciężkie działa kal. 254 mm zostały wymienione na szybkostrzelne kal. 152 mm, na podstawach z maskami przeciwodłamkowymi grubości 37 – 51 mm. Trzy 15-calowe wyrzutnie torped zamieniono na 18-calowe (457 mm). Ponadto, zdjęto marsy z masztów i zamieniono kotły na nowe systemu Niclausse'a, z którymi osiągał moc indykowaną 6500 hp.
Podczas wojny rosyjsko-japońskiej krążownik, uznawany za jednostkę nie w pełni wartościową, był wykorzystywany głównie do ochrony szlaków komunikacyjnych na akwenach oddalonych od głównego teatru działań wojennych. Wziął jednak udział w działaniach w rejonie Port Arthur oraz, w składzie Trzeciej Floty, w bitwie pod Cuszimą. Znajdując się w linii dozoru, był jednym z pierwszych okrętów, który nawiązał kontakt wzrokowy z flotą rosyjską i podążając w ślad za nią, przekazywał radiogramy o posunięciach Rosjan. Poza krótkotrwałą wymianą ognia z rosyjskimi krążownikami nie uczestniczył jednak w głównym starciu flot. Został lekko uszkodzony, było na nim trzech zabitych i siedmiu rannych. Następnie wziął udział w osłonie desantu wojsk japońskich na Sachalinie.
Po zakończeniu wojny „Izumi” został przesunięty do wykonywania zadań pomocniczych i wkrótce odstawiony do rezerwy. Skreślono go z listy floty 1 kwietnia 1912 roku.